# 4828 Misenus
4828 Misenus (1988 RV) là một thiên thể Troia của Sao Mộc được phát hiện ngày 11 tháng 9 năm 1988 bởi C. S. Shoemaker ở Palomar.